# J. Hector St John de Crèvecoeur
Pour les articles homonymes, voir Crèvecœur.
Michel Guillaume Jean de Crèvecoeur, dit J. Hector St John, né le 31 janvier 1735 à Caen et mort le 12 novembre 1813 à Sarcelles, est un écrivain américano-normand.
Il a publié, en 1782, à Londres, un volume d’essais narratifs intitulé Lettres d'un cultivateur américain, qui est rapidement devenu le premier succès littéraire d’un auteur américain en Europe et a fait de lui une figure célèbre des deux côtés de l’Atlantique.

## Biographie
Crèvecoeur a été éduqué chez les Jésuites au Collège royal de Bourbon:4. Vers 1751, il effectue un séjour dans de la famille à Salisbury, au cours duquel il apprend l’anglais avant de s’embarquer pour la Nouvelle-France:6, où il sert, au cours de la Guerre de Sept Ans, de 1755 à 1759 comme cartographe dans l’armée de Montcalm où il parvient au grade de lieutenant du régiment de La Sarre:11. Il voyage beaucoup en prenant des notes et en travaillant comme arpenteur, avant de devenir fermier, d’abord dans le comté d’Ulster puis dans le comté d’Orange à New York, dont il prend la nationalité et adopte le nom de « J. Hector St John:21 », avant de s’installer sur une plantation nommée Greycourt.
Le 20 septembre 1769, il épouse Mehitable Tippett, la fille d’un marchand américain dont il aura trois enfants:23. Menant une vie prospère dans sa ferme, il commence à écrire sur la vie dans les colonies américaines et l’apparition d’une société américaine:35. Il effectue des voyages et des excursions chez les Mohawks, en Jamaïque, aux Bermudes, à Nantucket, la Susquehannah, la Delaware, Charlestown et Voyages et fait naufrage sur le Saint-Laurent. En 1766, il est accepté comme membre de la tribu des Oneida:40.
Outre sa plantation du comté d’Orange, il en possédait une seconde à quelque distance dans le comté de Sussex dans le New-Jersey, lorsque, en 1780, la révolution américaine vient interrompre sa vie idyllique. Ayant pris le parti de ses compatriotes, sa maison du comté de Sussex a été la proie de l’incendie allumé par les Amérindiens à la solde de l’Angleterre, et lui-même n’a échappé à la mort que grâce à l’avertissement secret que lui avait fait parvenir, deux heures avant l’arrivée des incendiaires, un royaliste dont il avait sauvé la vie l’année précédente. Réfugié dans sa ferme du comté d'Orange, Pine Hill, réservée un peu plus tard au même sort, il se décida, le 19 avril 1779, à retourner en France avec son fils ainé Ally, âgé de huit ans, laissant à Pine Hill sa femme et ses deux autres enfants:56.
Autorisé par le général Washington à traverser les lignes américaines et par le général Clinton à se rendre à New-York. à traverser la ligne de front et à entrer à New York avec l’un de ses fils, l’apparition inopinée d’un escadron français le fait soupçonner d’espionnage, ce qui lui vaut trois mois d’emprisonnement. Relâché grâce à l’intervention de deux marchands qui se portent garants pour lui, il passe une année entière à New York, dans des conditions extrêmement difficiles:60, tombant gravement malade:61. Le 1er septembre 1780, il s’embarque pour Dublin, où il arrive en octobre 1780. Il poursuit, en mai 1781, à Londres, où il publie, en 1782, Letters from an American Farmer pour 30 guinées:64. Également éditées à Philadelphie, ainsi qu’à Dublin, Belfast, Maestricht et Leipzig, ces Lettres apportent une célébrité immédiate à leur auteur. Il y critique le système esclavagiste en révélant la façon dont sont traités les esclaves. L’ouvrage est dédié à l’abbé Raynal, en hommage à son Histoire des deux Indes qui a « vu ces provinces de l’Amérique du Nord sous leur vrai jour, comme l’asile de la liberté, comme le berceau des nations futures, et le refuge des Européens en détresse » par Crèvecoeur qui, en politique, était un libéral, disciple des Philosophes.
Embarqué pour Ostende, quelques jours après la vente de son manuscrit, il arrive enfin, après vingt-sept ans d’absence, sous le toit paternel, le 2 août 1781. Il participe à l’expansion de la culture de la pomme de terre en Normandie avec la publication à Caen, le 1er janvier 1782, sous la signature de « Normanno-Americanus », d’un petit traité sur cette culture contenant les instructions pratiques les plus minutieuses, fruit de l’expérience acquise par l’auteur en Amérique, et aussi de ses observations récentes en Irlande et en Angleterre, avec les encouragements de Turgot. À cette époque, ce dernier et le duc d’Harcourt le font admettre à la  Société d'agriculture de Caen:67. Turgot avait pris tant de gout pour son protégé, qu’à la fin de 1781 il l’a emmené à Paris et logé dans son hôtel particulier de l’ile Saint-Louis, où il fait la connaissance de Buffon et de Sophie d’Houdetot, qui le présente aux familles La Rochefoucauld, Liancourt, d'Estissac, Breteuil, Rohan-Chabot, Beauvau, Necker, etc. ainsi qu’aux académiciens D’Alembert, Delille, La Harpe, Marmontel, Suard, Grimm, Rulhière:71.
À la conclusion de la paix entre l’Angleterre et des États-Unis, sa nomination au poste de consul de New-York fut signée le 22 juin 1783:79. Le 20 aout 1783, l’Académie des Sciences lui décerne le titre de correspondant. Retourné en Amérique sur le Courrier de l’Europe, il arrive à New-York, le 19 novembre 1783, après une pénible traversée de cinquante-quatre jours, quelques jours avant le départ des Anglais, pour apprendre que sa ferme du comté d’Orange a été ravagée, sa maison brulée et sa femme assassinée quelques semaines auparavant par les Amérindiens et que deux de ses enfants sont manquants. Il découvre ces derniers chez un marchand du nom de Gustavus Fellowes qui a pris soin d’eux en reconnaissance de ses soins à quatre de ses voisins marins bostoniens en 1781:86. Gardant auprès de lui sa fille Fanny, alors âgée de treize ans, il a fait partir pour la France son jeune fils Louis, pour aller rejoindre Ally resté à Caen:88.
Il est en poste comme consul à New York, au Connecticut puis au New Jersey, sa nomination étant bien vue du gouvernement américain et lui ayant valu des marques d’estime particulière de la part de George Washington. Il fréquente assidument George Washington, Benjamin Franklin, Thomas Jefferson, William Short, Robert Livingston, James Madison et de nombreux autres membres de l’élite de la nouvelle nation. Il établit un service de paquebots entre Lorient et New York.
En 1784, il publie une édition en français très augmentée et plus littéraire de ses Letters from an American Farmer sous le titre de Lettres d'un cultivateur américain. En juin 1785, il retourne en France pour tenter d’améliorer des relations commerciales entre la France et les jeunes États-Unis. En 1787, il publie une nouvelle édition en trois tomes de ses Lettres. En 1789, il retourne aux États-Unis, à nouveau comme consul, et publie une version en trois volumes des Letters en français. Il est élu à l’American Philosophical Society, et publie, sous le nom d’« Agricola », des lettres dans divers journaux américains sur, entre autres, la culture de la pomme de terre, l’alimentation des moutons, l’huile de tournesol. Il introduit la culture de la luzerne, du sainfoin ou du vin  en Amérique, et plaide en faveur des paratonnerres et la pomme de terre en Europe.
En 1786, il intègre la Société d’Agriculture de Paris. En 1787, il fonde la Société gallo-américaine. En 1788, particulièrement intéressé par la condition des esclaves, il adhère à la Société des Amis des Noirs à Paris. En 1790, il quitte définitivement l’Amérique pour retourner en France. Aussitôt débarqué, il rappelle ses deux fils, qui finissaient leur éducation dans la pension Lemoyne, et va s’établir en Normandie, chez son père, à Pierrepont, où il vit dans la retraite à l’écart des évènements révolutionnaires:168. En février 1792, le ministre de la Marine, Bertrand de Molleville, lui enjoint de regagner son poste de consul. Le 15 février, il sollicite sa mise à la retraite pour raisons de santé:169. Il reste alors dans l’obscurité, non sans nouer des liens avec le violoniste Viotti ou l’abbé Raynal:171. Il va ensuite s’installer à Lesches, au château qu’il a acheté en 1796 avec son gendre Louis-Guillaume Otto, comte de Mosloy:212.
Il reste néanmoins en contact avec les États-Unis par l’intermédiaire d’un fils cultivateur installé dans le New Jersey. Au commencement de 1800, rien ne le retenant plus en Normandie, son père étant mort à Pierrepont, à l’âge de quatre-vingt-douze ans, Crèvecœur est allé s’établir dans le petit domaine de Lesches, tandis que sa fille était allée rejoindre, dans l’automne de 1799, son mari à Berlin, où Sieyès ayant reçu l’ambassade de France, avait choisi de se l’adjoindre comme chargé d’affaires:221. Pendant ce temps, sa principale préoccupation était l’ouvrage qu’il devait publier l’année suivante, et dont il faisait circuler depuis quelque temps des fragments parmi ses amis. À la fin de 1800, l’impression en était commencée et il faisait parvenir les épreuves à sa fille, dont le mari avait été nommé commissaire pour l’échange des prisonniers à Londres. L’Angleterre ayant jadis fait l’accueil le plus bienveillant à ses Lettres d’un cultivateur, il avait quelque raison de penser que son nom n’était pas tout à fait oublié du public, et qu’un éditeur se accepterait de publier la traduction de son nouveau livre. Sa fille et son mari ont communiqué les épreuves à plusieurs libraires et malgré quelques négociations, l’affaire n’a cependant pu été conclue et c’est à Paris que l’ouvrage a paru au commencement de 1801:224. En dépit d’avoir été plus soigneusement écrit, plus travaillé, et de comporter des notes, la vogue de cet ouvrage est fort loin d’avoir égalé celle de son premier livre. La curiosité, l’enthousiasme que suscitaient alors les États-Unis étaient un peu retombés. L’ouvrage a été présenté au premier Consul et à l’Institut et, excepté un compte rendu élogieux de Trouvé dans le Moniteur universel, un article bienveillant d’Andrieux dans la Décade, le succès du Voyage en Pensylvanie a largement été un succès d’estime:225.
En 1800, il est compris dans la réorganisation de la Société d’agriculture de Caen, dont il était un des plus anciens membres. Le 9 juin 1801, il était reçu membre de la Société d’agriculture, sciences et arts de Meaux. Le 13 juillet 1806, il perd son fils Ally, à peine âgé de trente-quatre ans:231. Cette perte l’a décidé à rompre ses paisibles habitudes en acceptant au mois de septembre 1806, l’invitation de son gendre et de sa fille de venir les rejoindre à Munich, où son gendre était ministre plénipotentiaire:231.
Le 12 avril 1809, la guerre entre l’Autriche et la Bavière l’oblige à quitter Munich. Au mois d’aout, il s’installe à Sarcelles, dans une habitation que son gendre venait d’acquérir:258, en compagnie de sa belle-fille et de sa petite-fille. Après un séjour en Normandie et un voyage à Paris, il est retourné, vers l’automne, à Sarcelles, où il a succombé à la maladie de cœur qu’il avait contractée, plus de trente ans auparavant, dans les prisons de New York:278.

## Publications
- Aux habitants de la Normandie ; Traité de la culture des pommes de terre et de différents usages qu’en font les habitants des États-Unis d’Amérique, par un Normand qui a résidé longtemps et parcouru les différentes provinces de ce continent, Caen, Leroy, 1782, brochure in-12 de 72 p.
- Lettres d’un cultivateur américain, écrites à W. S. [William Seton], écuyer, depuis l’année 1770 jusqu’à 1781, traduites de l’anglais par *** [écrit et traduit par Saint-John de Crèvecoeur, avec des Lettres servant d’introduction, par Lacretelle], Paris, Cruchet, 1784 et 1785, 2 vol. in-8° ; Paris, Cruchet, 1787, 3 vol. in-8° ; 1re éd. anglaise (Letters from an American farmer describing certain provincial situations, manners and customs not generally known and conveying some idea of the late and present interior circumstances of the British colonies in North America), Londres, T. Davies, 1782, in-8°, 11-318 p., et 1783, 326 p. ; traduit en allemand (Sittliche Schilderungen von Amerika in Briefen eines amerikanischen Guthsbesitzers an einen Freund in England), Liegnitz und Leipzig : bey D. Siegert, 1784, in-8°, x-462 p.
- Pierre Louis de Lacretelle, (éd.), Lettres d’un cultivateur américain : écrites à W. S. (William Seton), écuyer, depuis l’année 1770 jusqu’à 1781, traduites de l’anglois par ***, Paris, Cuchet, 1784, xxiv-422, 2 vol. ; in-16 (OCLC 491140406) ; vol. 1 sur Gallica ; vol. 2 sur Gallica.
- Lettres d’un cultivateur américain adressées à Wm S...on, Esqr, depuis l’année 1770 jusqu’en 1786 : trad. de l’anglois…, t. 3, Paris, Cuchet, 1787, 592 p., 3 vol. in-8° (OCLC 716439187, lire en ligne sur Gallica)
- Voyage dans la Haute Pensylvanie et dans l’État de New-York : par un membre adoptif de la Nation Onéida  (trad. et publié par l’auteur des "Lettres d’un cultivateur américain" [Saint-John de Crèvecoeur]), Paris, Maradan, 1801, xxxi-427, 3 vol. : pl., cartes ; in-8° (OCLC 465791662) ; vol. 1 sur Gallica ; vol. 2 sur Gallica ; vol. 3 sur Gallica.